# Pierre Chateau-Jobert
Pour les articles homonymes, voir Jobert.
 (février 2018).
Si vous disposez d'ouvrages ou d'articles de référence ou si vous connaissez des sites web de qualité traitant du thème abordé ici, merci de compléter l'article en donnant les références utiles à sa vérifiabilité et en les liant à la section « Notes et références ».
Pierre Chateau-Jobert (alias Conan) est un officier supérieur de l'armée française, combattant de la Seconde Guerre mondiale (et à ce titre, compagnon de la Libération) et des guerres d'Indochine et d'Algérie, né à Morlaix le 3 février 1912, et mort à Caumont-l'Éventé dans le Calvados le 29 décembre 2005 à l'âge de 93 ans.

## Famille et formation
Son père ayant été tué au front en 1915, il est pupille de la Nation, il fait ses études à Morlaix, au collège Stanislas à Paris et au collège Saint-Charles de Saint-Brieuc où deux pleurésies successives l’empêchent de préparer l’École navale. Après son service militaire qu’il effectue en 1934-1935, il reste dans l’armée et suit, comme sous-lieutenant, les cours de l’École d'application de l'artillerie et du génie à Fontainebleau. Affecté au 154e régiment d'artillerie, il suit les cours de l’école d’observateurs en avion de Dinan. Blessé durant la bataille de France, il rejoint l’Angleterre et s’engage dans les Forces françaises libres, à Londres, le 1er juillet 1940, sous le nom de Conan, afin que sa famille ne souffre pas de représailles des Allemands. Ce surnom lui restera toute sa vie. Il s'est marié à Douala à la Noël 1940 avec l'infirmière militaire et résistante Lucienne Delcuze.

## Carrière militaire
Guerre mondiale
Lieutenant à la 13e demi-brigade de Légion étrangère (DBLE), il se bat en Érythrée, en Syrie et en Libye où il est blessé en février 1942. Le 7 novembre 1942, capitaine, il prend le commandement du 3e SAS qui devient, en juillet 1944, le 3e régiment de chasseurs parachutistes (RCP). Le 3e RCP opère sur les arrières de l’ennemi, par petites unités, dans des régions non encore libérées du territoire métropolitain, du Poitou à la Bourgogne. Chef de bataillon en décembre 1944, il transmet le commandement du régiment au lieutenant-colonel de Bollardière.
Il crée, par la suite, le Centre École de parachutisme militaire, basé à Lannion, puis à Pau-Idron.
Indochine
Adjoint du colonel de Bollardière, puis commandant de la Demi-brigade coloniale de commandos parachutistes SAS, il est engagé à la fin de 1947 et en 1948, au Cambodge, en Cochinchine et en Annam. Après un séjour à Vannes-Meucon où il commande en second la 1re DBCCP auprès du colonel Gilles, il retourne en Indochine en 1950, comme lieutenant-colonel, à la tête de la 2e DBCCP, pour se battre au Tonkin et en Cochinchine jusqu’en avril 1952. Le 7 avril 1952, alors que Château-Jobert s'apprête à quitter l’Indochine, à la fin de son deuxième séjour, le général Salan, commandant en chef des forces en Extrême-Orient préside la cérémonie d’adieux.
Algérie
Après un passage en métropole, il est affecté à l’état-major des Forces terrestres, maritimes et aériennes à Alger de 1953 à 1955, puis, en novembre 1955, au commandement du 2e régiment de parachutistes coloniaux (RPC).
Suez
Colonel, lors de l’affaire de Suez, le 5 novembre 1956, il est parachuté au sud de Port-Saïd à la tête d’une partie de son régiment renforcée de commandos du 11e Choc et y atteint tous ses objectifs jusqu’à l’ordre du cessez-le-feu. L'autre partie du régiment commandée par le lieutenant colonel Albert Fossey-François saute avec succès sur Port-Fouad le même jour.
Dans les premiers jours de 1957, le colonel Château-Jobert, après l’affaire de Suez, de retour en Algérie vient se présenter au général Salan, commandant supérieur interarmes. Il lui fait part de sa déception de ne pas avoir reçu l’ordre de pousser ses parachutistes au-delà de Port-Saïd et de Port-Fouad, jusqu’au Caire et à Suez. En 1957, il commande à Bayonne la Brigade de parachutistes coloniaux où il succède au général Jean Gracieux.
Dans les semaines qui suivent le 13 mai 1958, il est en liaison avec des délégués d’Alger, tel le commandant Robert Vitasse.

## OAS
En 1959-1960, il est auditeur à l’IHEDN et suit les cours du CHEM. Affecté au Niger en février 1961, il se solidarise avec les officiers qui, le 22 avril 1961, suivent le général Maurice Challe dans le putsch des généraux, ce qui lui vaut plusieurs mois d’arrêts de forteresse. Le 13 janvier 1962, alors qu’il est affecté à l’état-major de l’amiral préfet maritime de Cherbourg, il rejoint clandestinement l’Algérie et se met aux ordres du général Salan, chef de l’OAS.
À la fin du mois de janvier 1962, à son arrivée à Alger, Pierre Château-Jobert est d'abord reçu par Jean-Jacques Susini, puis par le général Salan qui lui confie le commandement de l’OAS du Constantinois qui manque chroniquement de cadres supérieurs. Cette nomination est officialisée par une note de service du général Salan diffusée largement en Algérie. Responsable du Constantinois, il y retrouve le lieutenant Michel Alibert et y noue, en vue de leur ralliement, de nombreux contacts avec des officiers supérieurs et subalternes des régiments qui y sont stationnés, 13e Dragons, 6e Cuirassiers et 2e REC - (Le général Michel Multrier, commandant de la zone Est Constantinois dira : « l’OAS progresse vite dans le Constantinois quand Château-Jobert en prend la tête »).

## Condamné à mort
Désapprouvant les « Accords Susini-Mostefaï », il quitte l’Algérie le 30 juin 1962 à bord d’un cargo qui le ramène en métropole. Clandestin, en France et en Espagne, il continue son combat ; en 1965, il est condamné à mort par contumace pour son action au sein de l'OAS. Il réapparaît à Morlaix le 3 novembre 1968, après la première amnistie de juin 1968.
Il met à profit ses années de clandestinité pour étudier les idées de la Contre-révolution catholique.

## Gracié
Gracié en 1968, Chateau-Jobert retourne, dans le Finistère, à sa ville natale de Morlaix en 1969 où il se consacra à l'écriture de livres de doctrine d'action politique, et publie plusieurs ouvrages d'analyse et de réflexion, basés sur son vécu militaire personnel, ayant toujours cherché à comprendre les guerres qu'il faisait.
En 1992, il fait partie du comité de parrainage de la bibliothèque privée Jeanne-d'Arc[source insuffisante], sise à Paris, qui comprend des ouvrages anti-maçonniques, antisémites, négationnistes, ou « faisant l'apologie de Vichy ».
Le 16 mai 2001, le PC du 2e régiment de parachutistes d’infanterie de marine (2e RPIMA) à l’île de La Réunion, héritier direct du 2e régiment de parachutistes coloniaux, est baptisé « PC Lieutenant-Colonel Château-Jobert ».
Un buste à son effigie a été inauguré le 22 octobre 2010 dans l'enceinte de l'École des Troupes Aéroportées de Pau.
Commandeur de la Légion d'honneur, Compagnon de la Libération, titulaire de la croix de guerre 1939-1945 avec onze citations et de la croix du Distinguished Service Order (D.S.O.), il est décédé le 29 décembre 2005 et a été inhumé à Morlaix.

## État des services
- Service militaire de 1934 à 1935.
- Élève officier à l'École d'Application de l'Artillerie de Fontainebleau
- Affectation au 154e régiment d'artillerie de Tournoux, puis détaché à l'École d'Observateurs en avion de Dinard.
- 13 juin 1940 : blessé au cours du repli de l'École
- 21 juin 1940 : s'évade de l'hôpital de Vannes et embarque à Saint-Jean-de-Luz sur un bateau polonais à destination de l'Angleterre.
- 1er juillet 1940 : s'engage dans les Forces françaises libres, sous le nom de Conan.
- Lieutenant de la 13e Demi Brigade de la Légion Étrangère en Érythrée
- Détaché à l'État-Major de la Brigade française d'Orient
- 12 au 28 mars 1941, est chargé de l'approvisionnement en munitions pour les opérations autour de Keren
- Il prend part aux campagnes de Syrie et de Libye avec le 1er Régiment d'Artillerie FFL et est blessé le 11 février 1942.
- Septembre 1942 : Est promu capitaine et demande à servir dans les parachutistes. Est breveté à Ringway.
- 7 novembre 1942 : Prend le commandement du 3e French Special Air Service (3e SAS) également appelé côté français 3e Bataillon d'Infanterie de l'Air, qui deviendra le 3e Régiment de Chasseurs Parachutistes fin juillet 1944.
- 14 août 1944 est parachuté en Saône et Loire et prend le commandement de la mission Harrod, à la tête des hommes du 3e SAS, Conan se distingue en ramenant un de ses officiers blessé au milieu des Allemands. Le 3e RCP qui opère dans des régions non libérées recevra une citation à l'Ordre de l'Armée pour ses actions de sabotage, embuscades et coups de main contribuant au succès des armées alliées.
- Décembre 1944, promu chef de Bataillon, il remet le commandement du 3e RCP au lieutenant colonel de Bollardière.
- 1er décembre 1945 : crée le Centre-école de parachutisme militaire basé à Lannion.
- Mars 1946 : crée le Centre-école de parachutisme militaire basé à Pau. Se porte volontaire pour l'Indochine.
- Décembre 1947 à juillet 1948 : commandant de la demi-brigade coloniale de commandos parachutistes en Indochine. Il dirige de nombreuses opérations aéroportées au Cambodge, en Cochinchine et en Annam.
- 1949-1950 : commandant en second de la 1re demi-brigade coloniale de commandos parachutistes de Vannes. Promu lieutenant colonel.
- 1950- avril 1952 : Il prend le commandement de la 2e D.B.C.C.P, ainsi que des troupes aéroportées Sud et est parachuté en opérations au Tonkin et dans le sud Viêt Nam.
- 1952-1953 : reprend le commandement de la 1re demi-brigade coloniale de commandos parachutistes de Vannes. Auditeur à l'Institut des hautes études d'administration musulmane.
- 1953-1955 : affecté à l'état-major des forces terrestres, maritimes et aériennes d' Afrique du Nord à Alger
- 1955 : promu colonel il commande en novembre le 2e régiment de parachutistes coloniaux (2e RPC), devenu par la suite le 2e R.P.I.Ma. à Constantine
- 5 novembre 1956 : parachuté au sud de Port-Saïd à la tête de son régiment renforcé des commandos du 11e Choc lors de l'opération franco-britannique de Suez, il y défait l'armée égyptienne et reçoit sa reddition.
- 1957 : commande la Brigade de Parachutistes Coloniaux à Bayonne.
- Mai 1958 : soutient le mouvement en faveur du maintien de l'Algérie française : le putsch d'Alger qui porte de Gaulle au pouvoir.
- 1959-1960 : auditeur de la 12e Session de l'Institut des hautes études de Défense nationale et au Centre des hautes études militaires.
- Mars 1961 : affecté au Niger prend le commandement des troupes du Niger Ouest.
- 22 avril 1961 : affirme son appui au putsch des généraux pour le maintien de l'Algérie française. Est condamné à plusieurs mois d'arrêts de forteresse.
- Octobre 1961 : affecté à l'état-major du préfet maritime de Cherbourg.
- 13 janvier 1962 : part clandestinement pour l'Algérie, se met aux ordres du général Salan et y prend le commandement de l'OAS de l'Est Algérien (le Constantinois).
- Juin 1962 : quitte l'Algérie et vit 7 années de clandestinité jusqu'à l'amnistie en 1968, il ne sera jamais pris.
- 1965 : condamné à mort par contumace pour son action dans l'OAS par la Cour de Sûreté de l'État.
- 3 novembre 1968 : à la suite de l'amnistie de juin, réapparait à Morlaix, sa ville natale.

## Principales décorations
- Commandeur de la Légion d'honneur
- Compagnon de la Libération par décret du 28 mai 1945
- Croix de guerre 1939–1945 (11 citations dont dix palmes)
- Croix de guerre des Théâtres d'opérations extérieurs
- Médaille de l'Aéronautique
- Médaille commémorative des services volontaires dans la France libre
- Ordre du Service distingué[4]

## Œuvres
- Doctrine d'action contrerévolutionnaire, Éditions de Chiré, Chiré-en-Montreuil, 1re édition, 1972. – 2e édition, février 1986. 352 pages  (ISBN 2-85190-062-5)
- Manifeste politique et social, Éditions du Fuseau, 1re édition, 1964 / Diffusion de la Pensée Française, Chiré-en-Montreuil, 2e édition, 1973, 152 p.
- La confrontation révolution contrerévolution, Diffusion de la Pensée Française, Chiré-en-Montreuil, 1975. 288 pages  (ISBN 2-85190-016-1)
- Feux et lumières sur ma trace : faits de guerre et de paix, Presses de la Cité, Paris, 1978, 350 p.  (ISBN 2-258-00391-1) ; réédité à compte d'auteur en 1988
- La Voix du pays réel, Nouvelles Éditions latines, Paris, 1981. 192 pages  (ISBN 2-7233-0156-7)
- SCOR : Sos contre la Révolution, SCOR, 1987, 478 p.